# Samuel Okwaraji
Samuel Sochukwuma Okwaraji (Orlu, 19 de maio de 1964 – Lagos, 12 de agosto de 1989) foi um futebolista nigeriano.

## Carreira curta
Okwaraji, que atuou como meio-campista, teve uma carreira profissional muito curta: começou nas categorias de base da Roma em 1984 e,  entre 1985 e 1989, defendeu quatro clubes - Dínamo de Zagreb, Austria Klagenfurt, Stuttgart (não chegou a jogar oficialmente) e Ulm 1846 (por empréstimo), além da Seleção Nigeriana, pela qual também jogou pouco: foram apenas 4 partidas entre 1988 e 1989, marcando um gol contra Camarões. Integrou o elenco que disputou os Jogos Olímpicos de 1988.

## Morte
Em 12 de agosto de 1989, durante o jogo entre Nigéria e Angola, pelas eliminatórias para a Copa de 1990, Okwaraji caiu no gramado aos 35 minutos do segundo tempo, vindo a falecer em seguida. A autópsia realizada em seu corpo detectou a causa: o jogador possuía um coração dilatado (descoberta um ano antes), e também uma forte pressão sanguínea.

## Vida pessoal
Além do futebol, Okwaraji também era advogado formado na Pontifícia Universidade Lateranense em Roma.

## Links
- Samuel Okwaraji em National-Football-Teams.com
- Samuel Okwaraji no Playerhistory